# Podhorce (rejon mikołajowski)
Podhorce (ukr. Підгірці) – wieś na Ukrainie w rejonie stryjskim (do 2020 roku w rejonie mikołajowskim) obwodu lwowskiego.

## Historia
Dawniej wieś w powiecie bóbreckim.